# Liste der Biografien/Sip
Liste der Biografien |
Portal Biografien |
Personensuche
# |
A |
B |
C |
D |
E |
F |
G |
H |
I |
J |
K |
L |
M |
N |
O |
P |
Q |
R |
S |
T |
U |
V |
W |
X |
Y |
Z |
?
 
Sa |
Sb |
Sc |
Sd |
Se |
Sf |
Sg |
Sh |
Si |
Sj |
Sk |
Sl |
Sm |
Sn |
So |
Sp |
Sq |
Sr |
Ss |
St |
Su |
Sv |
Sw |
Sy |
Sz
 
Sia |
Sib |
Sic |
Sid |
Sie |
Sif |
Sig |
Sih |
Sii |
Sij |
Sik |
Sil |
Sim |
Sin |
Sio |
Sip |
Siq |
Sir |
Sis |
Sit |
Siu |
Siv |
Siw |
Six |
Siy |
Siz
Die Liste der Biografien führt alle Personen auf, die in der deutschsprachigen Wikipedia einen Artikel haben. Dieses ist eine Teilliste mit 96 Einträgen von Personen, deren Namen mit den Buchstaben „Sip“ beginnt.

## Sip
- Sip, Maria (1903–1944), österreichische Apothekenhelferin und Widerstandskämpferin
- Šip, Therese (1883–1969), österreichische Politikerin (SPÖ) und Fürsorgerätin

### Sipa
- Sipahi, Can (* 1988), türkischer Schauspieler
- Sipahi, Harun (* 1980), deutscher Boxer türkischer Abstammung
- Sipahi, Mert (* 1991), deutscher Futsal- und Fußballspieler
- Sipahi, Muzaffer (* 1941), türkischer Fußballspieler
- Sipahioğlu, Gökşin (1926–2011), türkischer Presse-Fotograf
- Şipal, Akın Emanuel (* 1991), deutsch-türkischer Dramatiker und Drehbuchautor
- Şipal, Kâmuran (1926–2019), türkischer Romanautor, Erzähler und Übersetzer
- Şipal, Önder (* 1987), türkischer Boxer
- Şipal, Onur (* 1989), türkischer Boxer
- Sipalay, Napoleon (* 1970), philippinischer römisch-katholischer Ordensgeistlicher, Bischof von Alaminos
- Sipatowa, Jelena (* 1955), russische Langstreckenläuferin
- Šipavičius, Antanas (* 1964), litauischer Manager
- Sipayung, Kornelius (* 1970), indonesischer Ordensgeistlicher und römisch-katholischer Erzbischof von Medan

### Sipc
- Šipčić, Vladimir (1924–1957), jugoslawischer Politiker

### Sipe
- Sipe, Andrea Sambu (* 1972), tansanischer Langstreckenläufer
- Sipe, Richard (1932–2018), US-amerikanischer römisch-katholischer Pastoralpsychologe und Autor
- Sipe, William Allen (1844–1935), US-amerikanischer Politiker
- Šípek, Bořek (1949–2016), tschechischer Architekt, Möbeldesigner und Glaskünstler
- Šipek, Natalija (* 1996), slowenische Tennisspielerin
- Sipeki-Balás, Lajos (1913–2003), ungarischer Moderner Fünfkämpfer
- Šipeky, Ján (* 1973), slowakischer Radrennfahrer
- Sipendi, Joseph (1915–1985), tansanischer Geistlicher, römisch-katholischer Bischof von Moshi
- Sipes, Chuck (1932–1993), Bodybuilder

### Siph
- Siphandone, Khamtay (1924–2025), laotischer Politiker, Präsident von Laos, Vorsitzender der Laotischen Revolutionäre Volkspartei (1998–2006)
- Siphandone, Sonexay (* 1966), laotischer Politiker und Mitglied der Revolutionären Volkspartei Laos (LPRP)Sonexay Siphandone (* 1966)

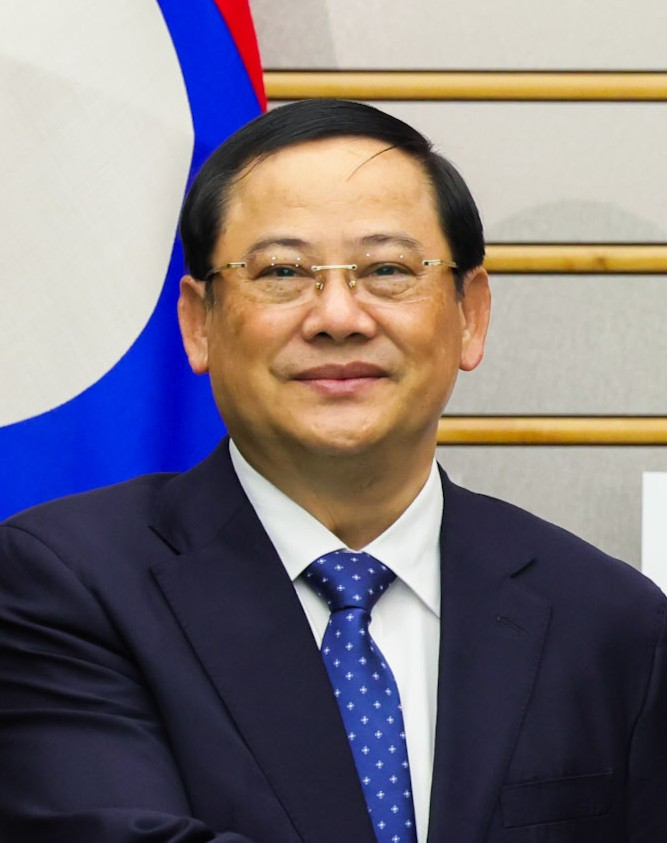
Sonexay Siphandone (* 1966)

### Sipi
- Sipiagin, Alex (* 1967), russischer Jazztrompeter
- Šipić, Marin (* 1996), kroatischer Handballspieler
- Sipilä, Elis (1876–1958), finnischer Turner
- Sipilä, Helvi (1915–2009), finnische Diplomatin, Anwältin, Politikerin und Frauenrechtlerin
- Sipilä, Jarkko (1964–2022), finnischer Journalist und Schriftsteller
- Sipilä, Juha (* 1961), finnischer Politiker (Zentrums), Mitglied des Reichstags
- Sipilä, Martti (1915–2003), finnischer Skilangläufer
- Sipilä, Tapio (* 1958), finnischer Ringer
- Sipilä, Tauno (1921–2001), finnischer Skilangläufer
- Sipilä, Turo (* 1997), finnischer Skilangläufer
- Sipilä, Väinö (1897–1987), finnischer Langstreckenläufer
- Sipilä, Vilka (* 1987), finnischer Schachspieler
- Sipiläinen, Anne (* 1961), finnische Diplomatin

### Sipj
- Sipjagin, Dmitri Sergejewitsch (1853–1902), russischer Politiker und Innenminister

### Sipk
- Sipka, Ágnes (* 1954), ungarische Leichtathletin
- Šipka, Milan (1931–2011), jugoslawischer bzw. bosnischer Sprachwissenschaftler und Hochschullehrer
- Sipkema, Anna (1877–1933), niederländische Grafikdesignerin und Weberin

### Sipl
- Siple, Paul (1908–1968), US-amerikanischer Polarforscher

### Sipm
- Sipmann, Carl (* 1802), deutscher Maler der Düsseldorfer Schule

### Sipo
- Sipőcz, Brigitta (* 1984), ungarische Astronomin und Asteroidenentdeckerin
- Sipos, Adrián (* 1990), ungarischer Handballspieler
- Sipos, Anna (1908–1988), ungarische Tischtennisspielerin
- Sipos, Árpád (* 1961), ungarischer Ringer
- Sipos, Béla (* 1945), ungarischer Ökonom, Statistiker und Universitätsprofessor
- Sipos, Ferenc (1932–1997), ungarischer Fußballspieler und -trainer
- Sipos, János (1951–2012), ungarischer Radrennfahrer
- Sipos, Katalin (* 1986), ungarische Fußballschiedsrichterin
- Sipos, Lilla (* 1992), ungarische Fußballspielerin
- Sipos, Márton (1900–1926), ungarischer Schwimmer
- Sipos, Shaun (* 1981), kanadischer Filmschauspieler
- Sipos, Stefan (1928–1987), ungarischer Fußballspieler
- Sipos, Zsuzsanna, ungarische Bühnenbildnerin
- Sipötz, Johann (* 1941), österreichischer Politiker (SPÖ)
- Sipović, Reuf, bosnischer Musiker

### Sipp
- Sipp, Friederike (* 1981), deutsche SchauspielerinFriederike Sipp (* 1981)

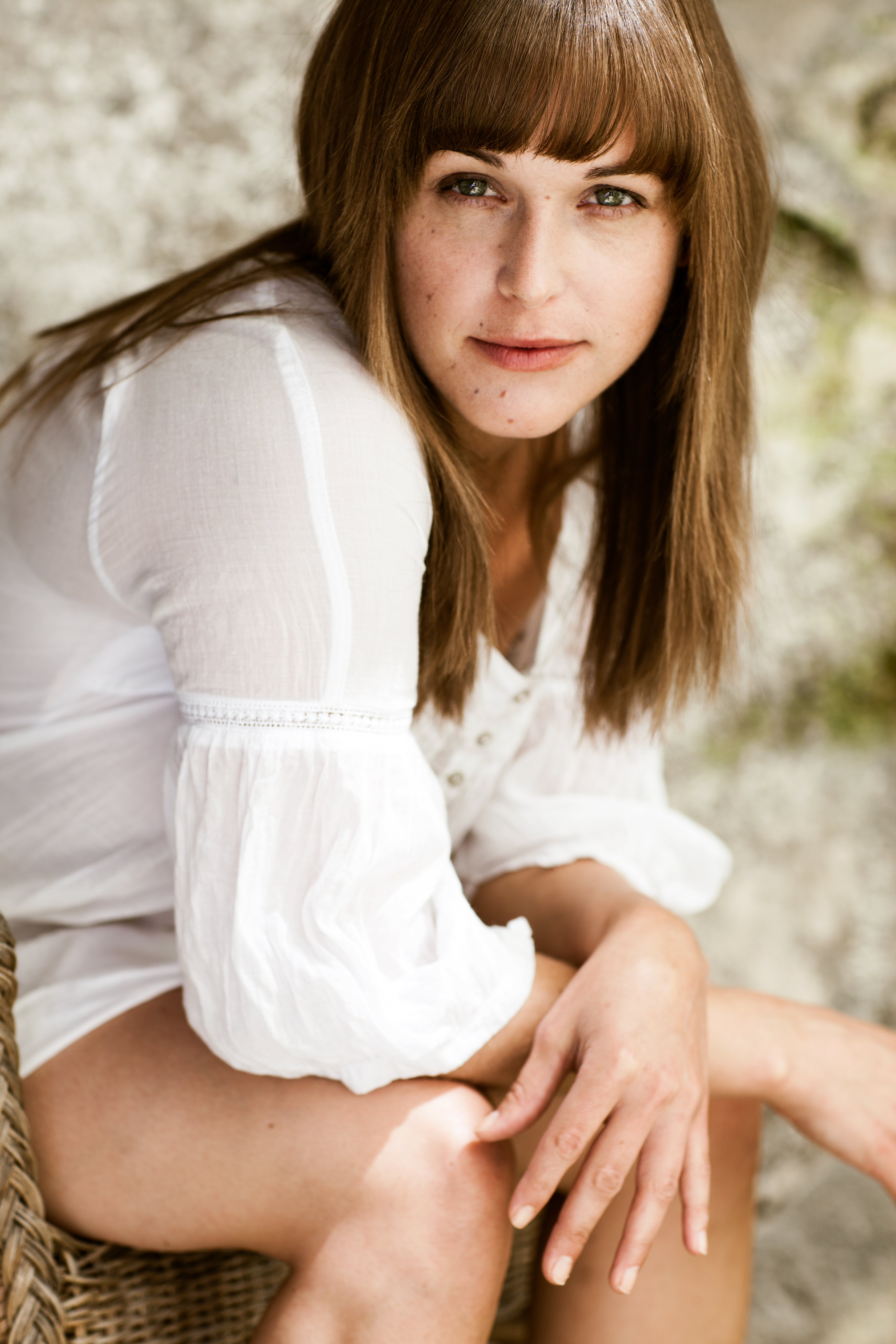
Friederike Sipp (* 1981)

- Sipp, Robert (1806–1899), deutscher Violinist
- Sippala, Matti (1908–1997), finnischer Speerwerfer
- Sippanondha Ketudat (1931–2006), thailändischer Kernphysiker und Politiker
- Sippel, Albrecht E. (* 1942), deutscher Genetiker und Hochschullehrer
- Sippel, Birgit (* 1960), deutsche Politikerin (SPD), MdEP
- Sippel, Christoph (* 1997), deutscher Politiker (Bündnis 90/Die Grünen), MdL Hessen
- Sippel, Gaby (* 1965), deutsche Tischtennisspielerin
- Sippel, Gerald (* 1945), deutscher Maler und Grafiker
- Sippel, Hans († 1525), deutscher Landsknechthauptmann
- Sippel, Heiko (* 1964), deutscher Politiker (SPD)
- Sippel, Jonas (* 1994), deutscher Schauspieler
- Sippel, Lothar (* 1965), deutscher Fußballspieler
- Sippel, Peter (* 1969), deutscher Fußballschiedsrichter
- Sippel, Thomas (* 1957), deutscher Verwaltungsjurist
- Sippel, Tobias (* 1988), deutscher FußballtorhüterTobias Sippel (* 1988)

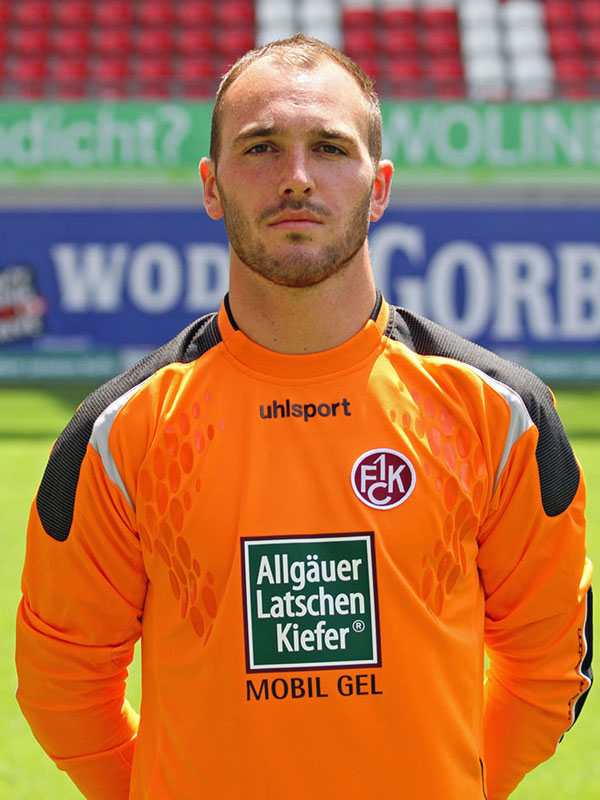
Tobias Sippel (* 1988)

- Sippel, Willi (* 1929), saarländischer Fußballspieler
- Sippel, Wolfgang (* 1947), deutscher Fossiliensammler
- Sippl, Olga (* 1920), sudetendeutsche Sozialdemokratin
- Sipple, Oliver (1941–1989), US-amerikanischer Veteran des Vietnamkrieges, Lebensretter des Präsidenten Gerald Ford
- Sippmann, Gerhard (1790–1866), deutscher Zeichner, Arabesken-, Porträt- und Landschaftsmaler sowie Kunstlehrer
- Sippo, Teemu (* 1947), finnischer Ordensgeistlicher, römisch-katholischer Bischof von Helsinki
- Sippola, Jani (* 1990), finnischer Volleyballspieler
- Sipponen, Aulis (1929–2021), finnischer Skilangläufer und Nordischer Kombinierer
- Sipponen, Salla (* 1995), finnische Leichtathletin
- Sipprell, Clara (1885–1975), kanadisch-US-amerikanische Fotografin
- Sippy, Gopaldas Parmanand (1915–2007), indischer Filmproduzent und -regisseur
- Sippy, Ramesh (* 1947), indischer Filmregisseur und Produzent

### Sipr
- Sipraschwili, Tamriko (* 1963), georgisch-US-amerikanische klassische Pianistin und Musikpädagogin
- Siprianu († 1943), Liurai von Atsabe (1912–1943)
- Siprutini, Emanuel, niederländischer Cellist und Komponist

### Sips
- Sipser, Michael (* 1954), US-amerikanischer Informatiker

### Sipt
- Siptah, 7. Pharao der 19. DynastieSiptah

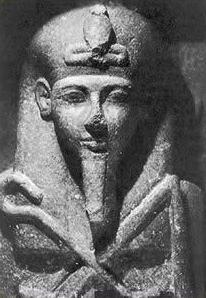
Siptah

### Sipu
- Sipuka, Sithembele Anton (* 1960), südafrikanischer Geistlicher und römisch-katholischer Bischof von Umtata
- Sipunova, Ineta (* 1970), lettische Videodesignerin